# Theosofie

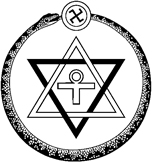
Het theosofisch zegel

Theosofie, wijsheidsreligie of esoterische wijsbegeerte (Grieks: "theos" (θεος) goddelijk, "sophia" (Σοφία) wijsheid) is een geheel van filosofische en religieuze opvattingen dat stelt dat alle religies en grote filosofieën uit één universele, tijdloze wijsheid zijn voortgekomen. Daarom stelt de theosofie dat religies in essentie overeenkomen, omdat ze op dezelfde beginselen zijn gebaseerd. Anderen omschrijven theosofie als een samenstel van leringen, dat op een diepere dan de gewone kennis aanspraak maakt.
De theosofie gaat er niet van uit dat kennis door openbaring komt, zelfs niet in de zin van een nieuwe en rechtstreekse onthulling door hogere, bovennatuurlijke, of althans "bovenmenselijke" wezens, maar alleen in de zin van een "ontsluiering" van oude waarheden. Ze beweegt zich zowel op het terrein van de wetenschap, de filosofie als de religie en beweert een synthese hiervan te zijn.

## Oorsprong van de naam
De naam theosofie dateert uit de derde eeuw van onze jaartelling en komt voor het eerst voor bij Ammonius Saccas en zijn leerlingen, die het eclectisch theosofisch stelsel invoerden. In de 17de en 18de eeuw werd de term opnieuw gebruikt door de mystieke bewegingen rond Jacob Boehme, Johann Georg Gichtel, Louis-Claude de Saint-Martin en anderen, waaronder soms worden gerekend: Jan Baptista van Helmont en Robert Fludd (→Christelijke theosofie).

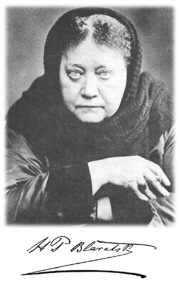
Helena Blavatsky (1831 - 1891

De Russische esoterica Helena Blavatsky (1831-1891) heeft de term in het Westen weer bekendgemaakt rond 1875. Samen met onder anderen Henry Steel Olcott en William Quan Judge stichtte ze in 1875 in New York de Theosophical Society. Blavatsky is de voornaamste kracht achter de theosofische beweging van deze tijd. In haar geschriften en die van haar leraren en leerlingen zijn de belangrijkste gedachten van de filosofie van de beweging tot uitdrukking gebracht.
Volgens Blavatsky is theosofie de leer die eens in elk land uit de oudheid dat aanspraak maakte op beschaving, bekend was. Alle filosofen uit de oudheid van het Oosten en het Westen, de hiërofanten uit het oude Egypte, de rishi’s van Aryavarta, de theodidaktoi uit Griekenland, vatten onder deze benaming alle kennis van de occulte en essentieel goddelijke dingen samen.

## Theosofische grondbeginselen
Theosofen gaan bij het zoeken naar een beter begrip van de werkelijkheid en naar de waarheid achter de uiterlijke verschijnselen uit van de veronderstelling dat bewustzijn voorafgaat aan de manifestatie. Dit is een axioma en geen dogma, en staat lijnrecht tegenover de aanname van sommige wetenschappers (zie reductionisme) dat bewustzijn een gevolg is van chemische reacties in de manifestatie.
Wilsvrijheid en vrijheid van keuze moet aan de basis liggen van elk streven naar wijsheid. De theosofie kent geen "verplicht te aanvaarden" leerstellingen. Zij kent überhaupt geen verplichtingen, anders dan die welke voortspruiten uit de eigen moraliteit.
De theosofie gaat bijvoorbeeld uit van andere werkelijkheden - mentaal of astraal - dan de waarneembare stoffelijke werkelijkheid. De leer kent 'typisch theosofische' visies over begrippen als reïncarnatie, karma, hiërarchieën, evolutie en erfelijkheid.
Volgens haar leerling Alice Leighton Cleather, die lid was van de Innerlijke Groep van de Esoterische Sectie, onderwees Blavatsky in haar boeken en instructies aan de innerlijke Groep Esoterisch Boeddhisme. Blavatsky was volgens haar een Boeddhist van de Mahâyâna School van het Noordelijke Boeddhisme en haar kennis kwam van de Adepten, die in Tibet in strikte afzondering leven en enkel gekend werden door de Tashi Lama en sommige hoge, ingewijde lama's van de Gelugpa Orde. Het is volgens Cleather dezelfde Oude Wijsheid, die Bodhidharma heet in het Sanskriet en Putitamo in het Chinees.

## Grondstellingen
In Blavatsky's werk 'De Geheime Leer', worden drie grondstellingen, die de basis vormen voor de verdere in dit werk neergelegde filosofie, verwoord en toegelicht:
1. Een alomtegenwoordig, eeuwig, grenzeloos en onveranderlijk BEGINSEL, waarover elke speculatie onmogelijk is, omdat het het menselijke begripsvermogen te boven gaat en door menselijke uitdrukkingen of vergelijkingen alleen kan worden verkleind.
2. De eeuwigheid van het Heelal in toto als een grenzeloos gebied, dat periodiek 'het toneel is van talloze Heelallen die zich onophoudelijk manifesteren en weer verdwijnen' en die 'de zich manifesterende sterren' en 'de vonken van de eeuwigheid' worden genoemd.
3. De fundamentele gelijkheid van alle zielen met de 'Universele Overziel', die zelf een aspect is van de 'Onbekende Wortel'; en de verplichte pelgrimstocht voor iedere ziel – een vonk van eerstgenoemde – door de cyclus van incarnatie (of 'noodzakelijkheid') in overeenstemming met de cyclische en karmische wet gedurende het hele tijdperk.

## Ideeën

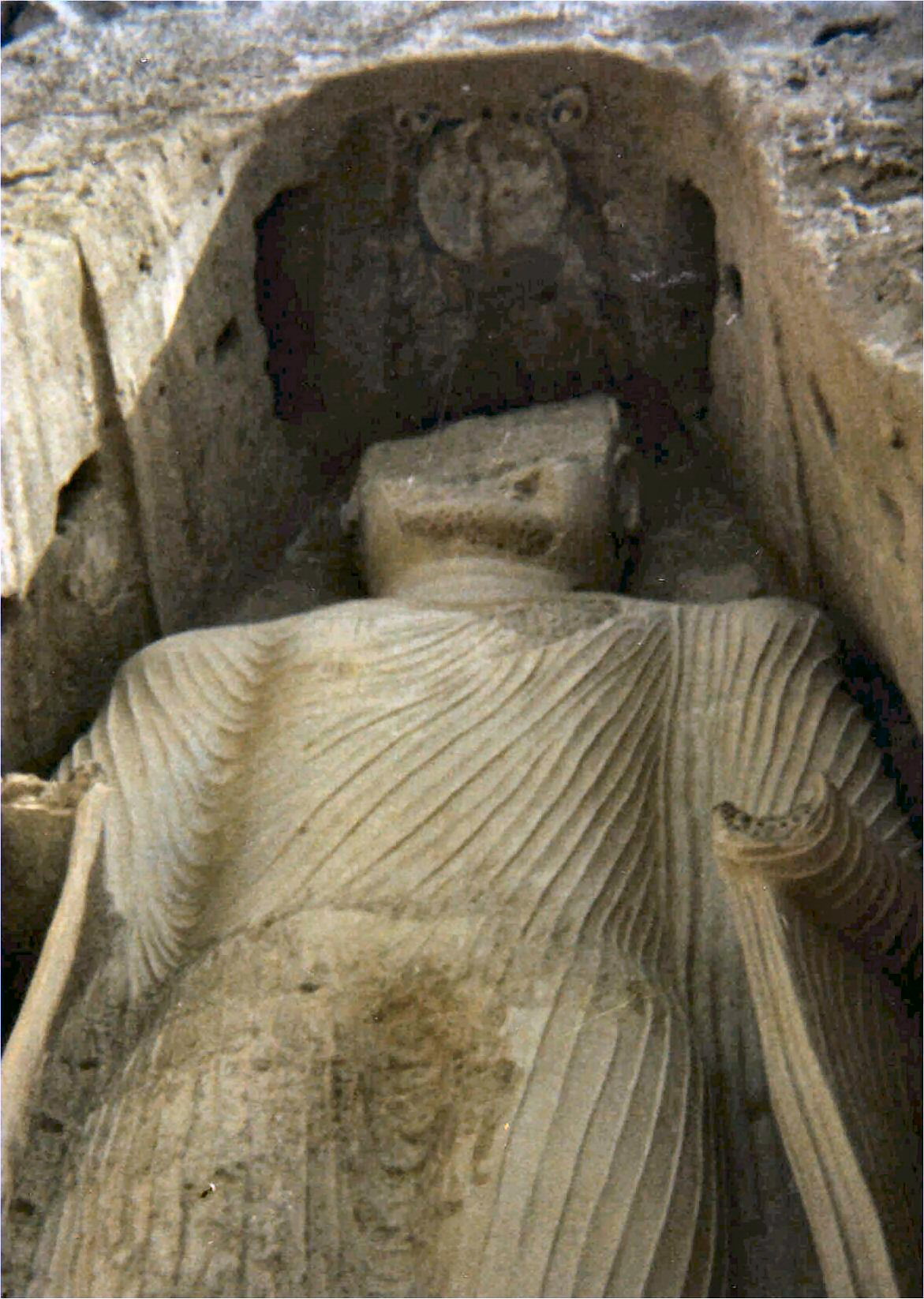
Het 53 meter hoge beeld van Bamyan, Afghanistan (in 1976) geeft het etherische lichaam van het eerste ras weer

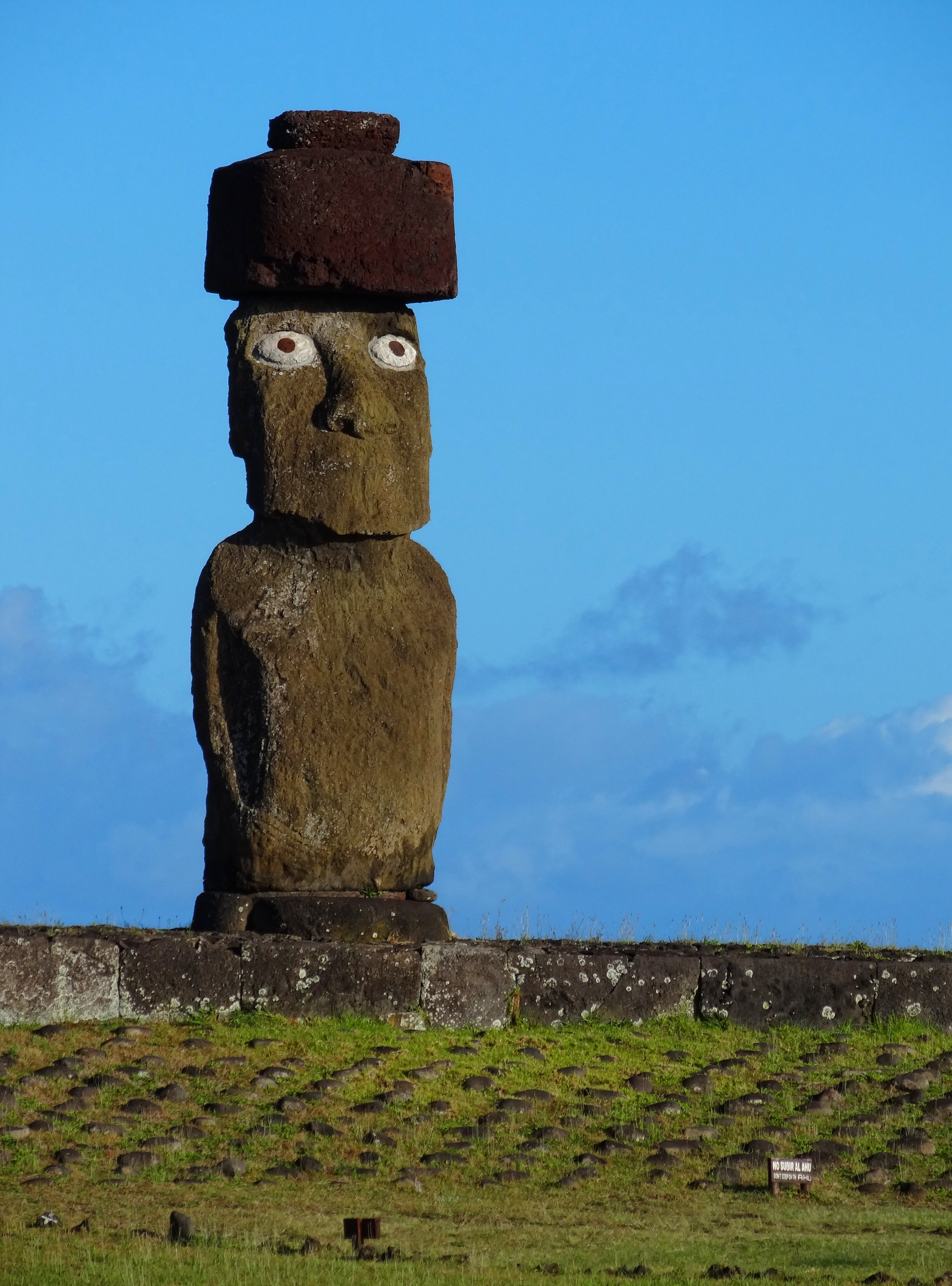
Ahu Ko Te Riku, de moai met gerestaureerde ogen, Paaseiland

De volgende ideeën kunnen door elke bestudeerder vrij worden aanvaard of verworpen:
- De universele, archaïsche wijsheidsleer is als de stam waar alle religieuze en filosofische stelsels als takken aan zijn ontsprongen.
- Onze aarde maakt deel uit van een 'planeetketen' van zeven bollen.
- De rondgang van de levenscyclus langs zeven bollen van onze planeetketen is een Ronde. Er zijn zeven Ronden. De huidige Ronde is de vierde.[6]
- Blavatsky vertelt, net als de Grieken en Romeinen (Tijdperken van de Mens) en Azteken (Vijf Zonnen), van vijf mensenrassen ('Wortelrassen') op vijf continenten. De eerste vier mensenrassen waren reuzen, die geleidelijk aan steeds kleiner werden. De twee Boeddha's van Bamyan (Afghanistan) maakten deel uit van een serie van vijf standbeelden, die de 'onvergankelijke getuigenis van de esoterische leer over de geleidelijke evolutie van de rassen' verbeeldde. Ze zouden door Atlantiërs zijn uitgehakt. Het hoogste beeld van 53 meter gaf het 'etherische lichaam' van het eerste ras weer. Het tweede beeld van 35 meter stelde het tweede ras van 'Zweetgeborenen' van Hyperborea voor. Het derde beeld was achttien meter hoog. De Lemuriërs namen in lengte af van achttien tot zes meter. De Atlantiërs waren kleiner en daarna zijn wij gekomen.[7] De continenten gaan beurtelings ten onder aan rampen door vuur of water. Het vorige ras, dat van de Atlantiërs, ging door water ten onder. Daarvóór verdwenen de Lemuriërs in het gebied in de Grote en Indische Oceaan door vuur. Zij lieten de standbeelden (moai) op Paaseiland na.[8] Het eerste continent is echter altijd blijven bestaan. De Indo-Europeanen zijn het vijfde Wortelras. Er zullen nog twee Wortelrassen volgen, dus deze vierde Ronde zal zeven Wortelrassen kennen.[9]
- Het laatste overblijfsel van Atlantis ('Plato's Atlantis'), het eiland Poseidonis, ging in 9564 v. chr. ten onder.[10][11][12]
- De Maanvoorouders (barhishadpitri's) straalden het 1e mensenras uit en de Zonnevoorouders (zonne-engelen, agnishwattapitri's) schonken het 3e mensenras haar middelste beginsel, manas (Denken), waardoor ze bezield en bewust werd.[13]
- Mensapen zijn ontstaan uit een kruising tussen 'enghoofdige' Lemuriërs en een uitgestorven diersoort, waar later vroege Atlantiërs gemeenschap mee hadden.[14]
- De vijf aardlagen van de geologie corresponderen met de vijf tijdperken van de vijf Wortelrassen.[15]
- Blavatsky schrijft over zeven beginselen in de mens. Ons grofstoffelijk fysiek lichaam is het zevende en laagste beginsel. Het hoogste is Atman, dan volgen buddhi, manas, kama manas, linga sharira, prana en sthula sarira (het grofstoffelijk fysiek lichaam).[16]
- Volgens Blavatsky ligt de bakermat van de Indo-Europese cultuur in het oude, grote India en veel namen uit de Indo-Europese mythologie voert ze dan ook terug op woorden in het Sanskriet. Zo zou de Griekse titaan Prometheus zijn naam aan 'pramantha' danken. Dat is het stokje waarmee vuur wordt aangewreven.[17]
- Abram en Sara zijn van Brahma en Sarasvati afgeleid.[18]
- Jezus was een morele hervormer, filosoof en ingewijde en geen geïncarneerde God.[19]
- Sint-Petrus was noch in Rome, noch de stichter van de Roomse Kerk. Zijn veronderstelde Stoel had een heidense herkomst en de apostolische successie is verzonnen.[20]

## Geologische chronologie
Blavatsky schreef De Geheime Leer in 1888 en in die tijd rekende men in de geologie met vijf tijdperken: Oorspronkelijk, Primair, Secundair, Tertiair en Kwartair. Tegenwoordig rekent men met een gewijzigde geologische tijdschaal. De vijf tijdperken kwamen volgens Blavatsky overeen met de perioden van de vijf Wortelrassen. Dus het eerste Wortelras leefde tijdens de Oorspronkelijke tijd, het tweede tijdens het Primair etc. De theosofie laat de Oorspronkelijke tijd 320.000.000 jaar geleden beginnen met 'de eerste sedimentaire afzettingen'.
- De duur van de Oorspronkelijke tijd is volgens de theosofie 171.200.000 jaar, tegenwoordig rekent men van Hadeïcum t/m Siluur 4.181.800.000 jaar.
- De duur van het Primair is volgens de theosofie 103.040.000 jaar, tegenwoordig rekent men van Devoon t/m Perm 167.000.000 jaar.
- De duur van het Secundair is volgens de theosofie 36.800.000 jaar, tegenwoordig rekent men voor het Mesozoïcum 186.200.000 jaar.
- De duur van het Tertiair is volgens de theosofie 7.360.000 jaar, tegenwoordig rekent men voor het Paleogeen en Neogeen 63.412.000 jaar.
- De duur van het Kwartair is volgens de theosofie 1.600.000 jaar, tegenwoordig rekent men voor het Kwartair 2.588.000 jaar.

De Vaivasvata- of menselijke periode begon volgens de theosofie in 18.616.841 v. Chr.

## Thomas Edison
Naast vele andere ontdekkingen ontwikkelde Thomas Edison de tasimeter. Hij was (ere)lid van de T.S.